# كريم موساوي
كريم موساوي ، مواليد 1976 في جيجل  بالجزائر، مخرج جزائري.

## سيرة شخصية
كريم موساوي عضو مؤسس في الجمعية الثقافية لترويج سينما كريساليد في الجزائر العاصمة. كما عمل على تأمين برامج السينما في المعهد الجزائري الفرنسي في الجزائر العاصمة لعدة سنوات.

## فيلموغرافيا
- 2013 : الأيام السابقة (فيلم متوسط الطول)
- 2017 : في انتظار الابتلاع

## وصلات خارجية
- كريم موساوي على موقع IMDb (الإنجليزية)
- كريم موساوي على موقع ألو سيني (الفرنسية)
- كريم موساوي على موقع قاعدة بيانات الفيلم (الإنجليزية)